# Paul Colomiès
Paul Colomiès, Paulus Colomesius en latin, est un érudit, philosophe et historien protestant français, bibliothécaire de William Sancroft, archevêque de Cantorbéry, né à La Rochelle le 2 décembre 1638, et mort à Londres le 4 janvier 1692  d'après le Dictionary of National Biography ou le 13 janvier d'après La France protestante.

## Biographie
Paul Colomiès est le fils de Jean Colomiès, médecin réputé. Son grand-père, Jérôme Colomiès, était un ministre de la religion réformée, d'une famille originaire du Béarn venue s'installer à La Rochelle. À 16 ans, il a été envoyé à l'Académie de Saumur pour y suivre des cours de philosophie et d'histoire. Louis Cappel lui a enseigné l'hébreu. 
En 1664, il est venu à Paris où il s'est lié avec Isaac Vossius, qui l'a emmené en Hollande. Il y a vécu douze mois où il a publié en 1665 son premier livre, Gallia Orientalis, dans lequel il présenté des vies et des écrits de Français qui s'étaient distingués en études hébraïques et orientales. Il y a présenté les vies et les œuvres de 152 érudits, catholiques et les protestants, en se concentrant sur ceux ayant une compétence en hébreu. Le livre a été dédié à Samuel Bochart. Le projet initial devait comprendre des articles sur des érudits belges, allemands, anglais et autres. Italia et Hispania Orientalis est une publication posthume.
Puis il est revenu à La Rochelle, où il est resté jusqu'à 1681, et a écrit plusieurs livres. Il s'est ensuite rendu en Angleterre où il a visité Vossius, qui y résidait depuis 1670, chanoine à Windsor. Il a obtenu le poste de lecteur dans l'église française établie à Londres par la pasteur Pierre Allix. Vossius l'a présenté à William Sancroft, archevêque de Cantorbéry, qui l'a nommé après la révocation de l' édit de Nantes, en 1685, pasteur au presbytère d' dans le Kent, le 18 novembre 1687. Il en avait déjà fait son bibliothécaire au Lambeth Palace, mais peut-être comme assistant d'Henry Wharton, qui avait été recruté par Sancroft à la même période. Il a été naturalisé anglais en 1688. Quand William Sancroft a refusé de prêter serment à Guillaume d'Orange, il a perdu son temporel et Colomiès a perdu sa place en 1691.
Il a publié en Angleterre des œuvres fortement critiquées par Pierre Jurieu et d'autres. Il était sur le point d'aller en Allemagne appelé par Christian-Albert, duc de Holstein-Gottorp pour devenir son bibliothécaire quand il est tombé malade. 
Il est mort à Londres le 4 janvier 1692 (ou le 13 janvier), à l'âgé de 54 ans, et a été enterré dans le cimetière de St Martin-in-the-Fields.
Son testament a révélé un mariage de conscience avec sa gouvernante.
Adrien Baillet a écrit de lui dans Jugemens des savans sur les principaux ouvrages des auteurs (1725) qu'il était « un des plus intelligents qui soient aujourd'hui dans la connaissance des livres ». Pierre Bayle a dit de lui : « Ce serait flatter M. Colomiès que de dire que par la pénétration de son esprit il faisoit des découvertes. Assurément ce n'était pas son talent ; mais il savoit profiter de ses lectures et mettre à part plusieurs choses singulières ».

## Publications
- Gallia orientalis sive gallorum qui linguam hebræam vel alias orientales excoluerunt vitæ, 1665 (lire en ligne) ;
- Épigrammes et madrigaux, La Rochelle, 1668 ;
- Opuscula, Paris, 1668 ;
- La rhétorique de l'honnête homme, ou La manière de bien écrire des lettres, de faire toutes sortes de discours, & de les prononcer agréablement ; celle d'acquérir l'usage de la langue françoise, & d'imiter les poëtes. Et de choisir les bons auteurs pour son étude, où l'on a ajouté à la fin le Catalogue des livres dont un honnête homme doit former sa bibliothèque, 1699 (lire en ligne)
- Vie de S. Jacques Sirmond, La Rochelle, 1671 ;
- Exhortation de Tertullien aux martyrs, La Rochelle, 1673 ;
- Rome protestante ou Témoignages de plusieurs Catholiques romains en faveur de la créance et de la pratique des Protestans, Londres, 1675 ;
- Mélanges historiques, Orange, 1675 ;
- Bibliothèque choisie, La Rochelle, 1682 ;
- avec Joseph Juste Scaliger, Jacques-Auguste de Thou, cardinal Jacques du Perron, François Pithou, Scaligerana, Thuana, Perroniana, Pithoeana et Colomesiana, ou Remarques historiques, critiques, morales et littéraires, chez Covens et Mortier, Amsterdam, 1740, tome 1, tome 2
- Italia et Hispania sive Italorum et Hispanorum qui linguam hebraeam vel alias orientales excoluerunt vitae, Hambourg, 1730

### Biographie
- Eugène Haag, Émile Haag, La France protestante, ou Vies des protestants français qui se sont fait un nom dans l'histoire depuis les premiers temps de la réformation jusqu'à la reconnaissance du principe de la liberté des cultes par l'Assemblée nationale ; ouvrage précédé d'une Notice historique sur le protestantisme en France ; suivi des Pièces justificatives et rédigé sur des documents en grande partie inédits, Joël Cherbuliez, Paris, 1853, tome IV, Colla-Essen, p. 11-12 (lire en ligne)
- (en) Sous la direction de Leslie Stephen, Dictionary of National Biography, Macmillan & Co., London, 1887, volume XI, Clatter-Condell', p. 397-399 (lire en ligne)